# Dragones de Cuera

Ausdehnung des Vizekönigreichs Neuspanien

Cuera-Dragoner
Lederjacke mit sieben Schichten
2: Sattelknauf und Hinterpausche
3: Karabiner
4: Satteltasche aus Leder
5: Lanze
6: Die Pistolen auf jeder Seite den Satteldecken hängen
7: Rundschild
8: Stiefel und Sporen
9: Steigbügel aus Holz
10: Patronentasche

Die Dragones de cuera (Lederdragoner oder auch Cuera-Dragoner) waren eine spanische Grenz- und Kolonialpolizei-Truppe im Vizekönigreich Neuspanien bzw. der späteren Republik Mexiko. Sie existierte von 1729 bis ca. 1842 und operierte zeitweise von Louisiana, Texas und New Mexico bis zur kalifornischen Küste, hauptsächlich gegen Indianerstämme wie z. B. Komanchen. Ihr Name leitet sich von der cuera (cuero = Spanisch: Leder) ab; einem Panzer zum Schutz des Oberkörpers vor Pfeilen und Lanzen.

## Funktion
Im Jahr 1729 aufgestellt, rekrutierten sich die Dragoner aus der örtlichen Bevölkerung, waren aber rechtlich den spanischen Truppen des Heimatlandes gleichgestellt und wurden besser besoldet als die im Vizekönigreich ausgehobenen Truppen. Die Offiziere waren in der Regel Kreolen, die Unteroffiziere und Dragoner Mestizen.
Gestützt auf eine Kette von presidios, kleinen Forts, operierten sie kompanieweise. Sie führten Forschungs- und Strafexpeditionen in indianische Gebiete durch und sicherten Missionen und Siedlungen, auch die befreundeter sesshafter indianischer Stämme. Hauptgegner waren nomadisierende Indianer wie Komanchen und Apachen.

## Ausrüstung
Im Gegensatz zum normalen spanischen Dragoner, der über zwei Pferde verfügte, besaßen die Lederdragoner sechs und zusätzlich ein Maultier. Die normale, schlicht und praktisch geschnittene Uniform war blau. Die kurze Jacke besaß einen roten Kragen und rote Ärmelaufschläge. Auf dem Lederbandelier war der Name des Standorts des Verbands eingestickt, z. B. San Antonio. Das Haar wurde lang getragen. Als Kopfbedeckung diente ein flacher Hut mit breitem Rand, wie er auch von mexikanischen Viehhirten, den charros, getragen wurde. 
Über der Uniform trugen die Dragoner nach Art der aztekischen Krieger des frühen 16. Jahrhunderts gesteppte Lederpanzer, die cuera, die vor Pfeilen und Lanzen schützte, sowie Lederhosen ähnlich der Bekleidung der jagunços des brasilianischen Sertão zum Schutz vor Dornbüschen. Als Hauptwaffe diente eine Lanze. Hinzu kamen ein Karabiner, zwei Pistolen, ein Säbel, ein Dolch sowie ein Lederschild mit runder oder in maurischer Form. Der Schild trug das königliche Wappen.
Ihre Bedeutung für die Grenzsicherung zeigt der Umstand, dass die Dragoner nach der Gründung der Republik Mexiko im Jahr 1823 in das neue mexikanische Nationalheer eingegliedert wurden und nun statt einer spanischen eine mexikanische Kokarde am Hut trugen. Sie wurden um das Jahr 1842 aufgelöst.